# Роговик (Вологодская область)
Роговик — упразднённый хутор в Тарногском районе Вологодской области России.

## География
Урочище находится в северо-восточной части области, в подзоне средней тайги, к югу от реки Пукомы, на расстоянии примерно 39 километров (по прямой) к северо-западу от села Тарногский Городок, административного центра района.

### Климат
Климат характеризуется как умеренно континентальный, с продолжительной холодной зимой и умеренно тёплым летом. Среднегодовая температура воздуха — +1,5 °C. Средняя температура воздуха самого холодного месяца (января) — −13,6 °C (абсолютный минимум — −52 °C), средняя температура самого тёплого (июля) — +16,8 °С (абсолютный максимум — +37 °С). Вегетационный период длится 115 дней. Среднегодовое количество атмосферных осадков составляет 667 мм, из которых около 67 % выпадает в тёплый период. Снежный покров держится в течение 168 дней. В течение года преобладают ветра юго-западного направления. Среднегодовая скорость ветра 3,3 м/с.

## История
По данным 1926 года на хуторе имелось 4 хозяйства и проживало 24 человека (10 мужчин и 14 женщин). В административном отношении входил в состав Нижнего сельсовета Кокшенгского района.
Действовал колхоз «Красные Хавденицы». В 1940 году хутор Роговик входил в состав Нижне-Спасского сельсовета Тарногского района. Упразднена не позднее 1973 года.